# Woolmersdon
Woolmersdon – przysiółek w Anglii, w Somerset. Woolmersdon jest wspomniana w Domesday Book (1086) jako Ulmerestone/Ulmerestona.